# Lore Lay
Lore Lay ist eine Ballade von Clemens Brentano. Entstanden im Jahre 1800 in Jena stammt sie aus dem zweiten Teil des Romans Godwi. Brentano griff den mythischen Ort des Loreley-Felsens und seines Echos auf. Erstmals wurde hier mit dem Ort eine weibliche Gestalt verbunden. 

## Tradition und Wirkung
Clemens Brentanos Ballade über den Loreley-Felsen verband erstmals mit ihm eine weibliche Gestalt. Dieses Motiv wurde in den folgenden Jahren von vielen weiteren Autoren aufgenommen und verarbeitet, wobei die Figur sich zu einer nixen- oder sirenenhaften Gestalt wandelte, die durch ihren Gesang und ihre Schönheit die vorbeifahrenden Schiffsleute ablenkte und so ins Verderben stürzte.
Die berühmteste Verarbeitung ist Heinrich Heines Gedicht Ich weiß nicht, was soll es bedeuten (Die Lore-Ley). Noch innerhalb des 19. Jahrhunderts hatte die Geschichte von der sirenenhaften Loreley sich so verbreitet, dass sie für eine alte Sage gehalten wurde und zumeist heute noch wird.

## Inhalt und Deutung
```
         Zu Bacharach am Rheine
	 Wohnt eine Zauberin,
	 Sie war so schön und feine
	 Und riss viel Herzen hin.
5 	 Und machte viel zu schanden
	 Der Männer rings umher,
	 Aus ihren Liebesbanden
	 War keine Rettung mehr.
	 Der Bischof ließ sie laden
10 	 Vor geistliche Gewalt -
	 Und musste sie begnaden,
	 So schön war ihr’ Gestalt.
	 Er sprach zu ihr gerühret:
	 »Du arme Lore Lay!
15 	 Wer hat dich denn verführet
	 Zu böser Zauberei?«
	 »Herr Bischof lasst mich sterben,
	 Ich bin des Lebens müd,
	 Weil jeder muss verderben,
20 	 Der meine Augen sieht.
	 Die Augen sind zwei Flammen,
	 Mein Arm ein Zauberstab –
	 O legt mich in die Flammen!
	 O brechet mir den Stab!«
25 	 »Ich kann dich nicht verdammen,
	 Bis du mir erst bekennt,
	 Warum in diesen Flammen
	 Mein eigen Herz schon brennt.
	 Den Stab kann ich nicht brechen,
30 	 Du schöne Lore Lay!
	 Ich müsste dann zerbrechen
	 Mein eigen Herz entzwei!«
	 »Herr Bischof, mit mir Armen
	 Treibt nicht so bösen Spott,
35 	 Und bittet um Erbarmen,
	 Für mich den lieben Gott.
	 Ich darf nicht länger leben,
	 Ich liebe keinen mehr –
	 Den Tod sollt Ihr mir geben,
40 	 Drum kam ich zu Euch her. –
	 Mein Schatz hat mich betrogen,
	 Hat sich von mir gewandt,
	 Ist fort von hier gezogen,
	 Fort in ein fremdes Land.
45 	 Die Augen sanft und wilde,
	 Die Wangen rot und weiß,
	 Die Worte still und milde,
	 Das ist mein Zauberkreis.
	 Ich selbst muss drin verderben,
50 	 Das Herz tut mir so weh,
	 Vor Schmerzen möcht’ ich sterben,
	 Wenn ich mein Bildnis seh’.
	 Drum lasst mein Recht mich finden,
	 Mich sterben, wie ein Christ,
55 	 Denn alles muss verschwinden,
	 Weil er nicht bei mir ist.«
	 Drei Ritter lässt er holen:
	 »Bringt sie ins Kloster hin,
	 Geh, Lore! - Gott befohlen
60 	 Sei dein berückter Sinn.
	 Du sollst ein Nönnchen werden,
	 Ein Nönnchen schwarz und weiß,
	 Bereite dich auf Erden
	 Zu deines Todes Reis’.«
65 	 Zum Kloster sie nun ritten,
	 Die Ritter alle drei,
	 Und traurig in der Mitten
	 Die schöne Lore Lay.
	 »O Ritter laßt mich gehen,
70 	 Auf diesen Felsen groß,
	 Ich will noch einmal sehen
	 Nach meines Lieben Schloss.
	 Ich will noch einmal sehen
	 Wohl in den tiefen Rhein
75 	 Und dann ins Kloster gehen
	 Und Gottes Jungfrau sein.«
	 Der Felsen ist so jähe,
	 So steil ist seine Wand,
	 Doch klimmt sie in die Höhe,
80 	 Bis dass sie oben stand.
	 Es binden die drei Ritter,
	 Die Rosse unten an,
	 Und klettern immer weiter,
	 Zum Felsen auch hinan.
85 	 Die Jungfrau sprach: »Da gehet
	 Ein Schifflein auf dem Rhein,
	 Der in dem Schifflein stehet,
	 Der soll mein Liebster sein.
	 Mein Herz wird mir so munter,
90 	 Er muss mein Liebster sein! –«
	 Da lehnt sie sich hinunter
	 Und stürzet in den Rhein.
	 Die Ritter mussten sterben,
	 Sie konnten nicht hinab,
95 	 Sie mussten all verderben,
	 Ohn’ Priester und ohn’ Grab.
	 Wer hat dies Lied gesungen?
	 Ein Schiffer auf dem Rhein,
	 Und immer hat’s geklungen
100 	 Von dem drei Ritterstein:
	 Lore Lay
	 Lore Lay
	 Lore Lay
	 Als wären es meiner drei.	
```

Lore Lay wird vorgestellt als Zauberin, deren Magie in ihrer Schönheit begründet liegt. Jeder Mann verfällt ihr und findet dadurch den Tod. So lässt ein Bischof sie vor ein geistliches Gericht rufen. Doch auch er erliegt ihrem Zauberbann und kann  den Stab nicht über sie brechen, sie nicht zum Tode verurteilen, da er sich sofort in sie verliebt.
Den Stab kann ich nicht brechen,
 Du schöne Lore Lay!
 Ich müßte dann zerbrechen
 Mein eigen Herz entzwei. (V.29ff.)

Doch Lore Lay bittet um ihre Verurteilung. Da ihr Geliebter sie verlassen hat, ist sie des Lebens müde, Ihr Sinn bedrückt. Genau da, wo ihr Zauberbann hätte wirken sollen, bei dem Mann, den sie wirklich liebt, hat er nicht funktioniert. Nun will Lore Lay niemanden mehr lieben, ihr Zauber ist nutzlos.

Drum laßt mein Recht mich finden,
 mich sterben wie ein Christ,
 Denn alles muß verschwinden,
 Weil er nicht bei mir ist. (V.53ff.)

Mit diesen Worten fleht Lore Lay den Bischof an, der sie jedoch nicht in den Tod, sondern in ein Kloster schickt. Drei Ritter begleiten sie. Unterwegs will Lore Lay noch einmal das Schloss des Geliebten sehen und klettert auf einen Felsen über dem Rhein. Da erblickt sie ein Schiff, denkt, der Geliebte sei darauf und beugt sich so weit vornüber, dass sie in den Fluss stürzt. Die Ritter, die sie begleiten, folgen ihr in den Tod. So bildet der Rhein, an dem das Geschehen stattfindet, den Rahmen für die Handlung:

Zu Bacharach am Rheine
 Wohnt eine Zauberin (V.1f.).

Das ist der Beginn der Ballade und die Einführung in die Thematik. Am Rhein glaubt Lore Lay ihren Geliebten, nach dem sie sich so sehnt, wiederzusehen, und im Rhein findet sie letztendlich den Tod, den sie nach dem Geliebten am meisten herbeiwünscht.

## Quelle und Literatur
- Bernhard Gajek: Orient-Italien-Rheinlandschaft. Von der dreifacher ‚Heimat alles Wunderbaren‘. Zu Clemens Brentanos ‚Lore Lay‘. In: Gunter E. Grimm (Hrsg.): Gedichte und Interpretationen. Deutsche Balladen (= RUB. Nr. 8457). Reclam, Stuttgart 2002 [zuerst 1988], ISBN 3-15-008457-1, S. 137–148 [mit Literaturhinweisen].
- Die oben angeführte Version ist die erste von 1800 (sanft auf neue Rechtschreibung gebracht). Das (bereits überarbeitete) Original und eine spätere Fassung in der Freiburger Anthologie.
- Bellmann, Werner: Brentanos Lore Lay-Ballade und der antike Echo-Mythos. In: Detlev Lüders (Hrsg.): Clemens Brentano. Beiträge des Kolloquiums im Freien Deutschen Hochstift 1978. Tübingen 1980, S. 1–9.
- Essen, Erika: Clemens Brentano. Lore Lay. In: Wege zum Gedicht 2. Wege zur Ballade, hrsg. v. Rupert Hirschenauer und Albrecht Weber. München und Zürich 1964, S. 240ff.
- Lentwojt, Peter: Die Loreley in ihrer Landschaft. Romantische Dichtungsallegorie und Klischee. Ein literarisches Sujet bei Brentano, Eichendorff, Heine und anderen. Frankfurt am Main u. a. 1998  (= Europäische Hochschulschriften. Reihe 1: Deutsche Sprache und Literatur. Bd. 1664). (Zugleich: Stuttgart, Universität, Dissertation, 1996). ISBN 3-631-32076-0.